# Boris Kristančić
Boris Kristančić (en serbe : Борис Кристанчић), né le 2 janvier 1932, à Skopje, au Royaume de Yougoslavie, et mort le 29 octobre 2015 à Ljubljana est un ancien joueur et entraîneur yougoslave de basket-ball.

## Palmarès
Joueur
- Champion de Yougoslavie 1957, 1961

Entraîneur
- Champion de Yougoslavie 1957, 1961, 1962, 1966